# Арамільський міський округ
Арамі́льський міський округ (рос. Арамильский городской округ) — адміністративна одиниця Свердловської області Російської Федерації.
Адміністративний центр — місто Араміль.

## Населення
Населення міського округу становить 18523 особи (2018; 17446 у 2010, 17125 у 2002).

## Склад
До складу міського округу входять 3 населених пункти:
| Населений пункт | Населення, осіб (2002) | Населення, осіб (2010) |
| --------------- | ---------------------- | ---------------------- |
| Араміль, місто  | 15076                  | 14224                  |
| Араміль, селище | 989                    | 1985                   |
| Світлий, селище | 1060                   | 1237                   |